# Mistrzostwa Europy w Judo 1953
3. Mistrzostwa Europy w Judo odbyły się w dniach 29–30 października albo 16 listopada 1953 roku w Londynie. 

## Klasyfikacja medalowa
| Miejsce | Państwo         |   |   |   | Razem |
| ------- | --------------- | - | - | - | ----- |
| 1       | Holandia        | 2 | 0 | 1 | 3     |
| 2       | Francja         | 0 | 2 | 1 | 3     |
| 3       | Włochy          | 0 | 0 | 1 | 1     |
| 4       | Wielka Brytania | 0 | 0 | 1 | 1     |
| Razem   | Razem           | 2 | 2 | 4 | 8     |

## Medaliści

### Mężczyźni
| Konkurencja: | Złoto:                                                                                 | Srebro:                                                                                   | Brąz: |
| −Open        | Anton Geesink                                                                          | Bernard Pariset                                                                           | Guy Cauquil Hein Essink |
| Drużynowo    | Jan de Waal · Anton Geesink · Dik Koning · Jan Rapmund · Piet van den Geest · Holandia | Jacques Belaud · André Colonges · Henri Courtine · Jean de Herdt · Michel Dupré · Francja | Dennis Bloss · Donald Burr · Alfred Grabher · George Whyman · Douglas Young · R. Whiteford · Wielka Brytania · Elio Volpi · Cesare Canzi · Nicola Tempesta · C. Boggio · F. Mosetti · E. Toselli · Włochy |